# ولمپتی
ولمپتی (به انگلیسی: Velampatty) یک روستا در هند است که در تامیل نادو واقع شده‌است.